# Paolo Costa
Paolo Costa (ur. 23 lipca 1943 w Wenecji) – włoski polityk i ekonomista, profesor, minister, eurodeputowany.

## Życiorys
Ukończył w 1968 studia wyższe z zakresu ekonomii na Uniwersytecie Ca'Foscari w Wenecji, po których rozpoczął działalność naukową. Był m.in. w profesorem wizytującym na Uniwersytecie w Reading i wykładowcą na New York University. W 1982 został profesorem zwyczajnym Uniwersytetu Ca'Foscari, pełnił funkcję prorektora, a w latach 1992-1996 rektora tej uczelni.
20 listopada 1996 zastąpił Antonio Di Pietro na stanowisku ministra robót publicznych w rządzie Romano Prodiego. Urząd ten sprawował do 21 października 1998. W 1999 (z listy Demokratów) i w 2004 (z listy Drzewa Oliwnego i rekomendacji partii Margherita) uzyskiwał mandat posła do Parlamentu Europejskiego. W 2009 nie ubiegał się o reelekcję.
W okresie 2000–2005 był jednocześnie burmistrzem Wenecji. W 2007 dołączył do powstałej z połączenia kilku centrolewicowych ugrupowań Partii Demokratycznej. Objął stanowisko prezesa zarządu Portu Wenecja.